# Lloyd's of London (film)
Lloyd's of London is een Amerikaanse dramafilm uit 1936 onder regie van Henry King.

## Verhaal
Jonathan Blake is al sedert zijn jeugd bevriend met Horatio Nelson. Terwijl Nelson carrière maakt in de Britse zeemacht, wordt hij employé bij de verzekeraar Lloyd's of London. Op een dag maakt hij kennis met Elizabeth Stacy, die gehuwd is met de spilzieke edelman Everett Stacy. Als de vloot van admiraal Nelson in 1805 ten oorlog trekt tegen Napoleon, vraagt hij zijn vriend om steun. Blake verspreidt het gerucht dat Nelson de Fransen heeft verslagen bij Trafalgar. Zo heeft Nelson de handen vrij om al zijn schepen te gebruiken. Stacy betrapt Blake met zijn vrouw en verwondt hem in een duel. Nelson raakt intussen dodelijk gewond bij een zeeslag. Terwijl Blake wordt verzorgd door Elizabeth, krijgen ze bescheid dat Nelson daadwerkelijk heeft gezegevierd in de slag bij Trafalgar. Als Blake vanuit het venster een rouwstoet ziet voor de admiraal, denkt hij weemoedig terug aan hun jarenlange vriendschap.

## Rolverdeling
| Acteur              | Personage                 |
| ------------------- | ------------------------- |
| Freddie Bartholomew | Jonathan Blake (als kind) |
| Madeleine Carroll   | Elizabeth Stacy           |
| Guy Standing        | John Julius Angerstein    |
| Tyrone Power        | Jonathan Blake            |
| C. Aubrey Smith     | Old Q                     |
| Virginia Field      | Polly                     |
| Douglas Scott       | Horatio Nelson            |
| George Sanders      | Everett Stacy             |
| J.M. Kerrigan       | Brook Watson              |
| Una O'Connor        | Weduwe Blake              |
| Forrester Harvey    | Percival Potts            |
| Gavin Muir          | Gavin Gore                |
| E.E. Clive          | Magistraat                |
| Miles Mander        | Jukes                     |
| Montagu Love        | Hawkins                   |

## Prijzen en nominaties
| Jaar | Prijs  | Categorie              | Genomineerde(n)    | Uitslag     |
| ---- | ------ | ---------------------- | ------------------ | ----------- |
| 1936 | Oscars | Beste productieontwerp | William S. Darling | Genomineerd |
| 1936 | Oscars | Beste montage          | Barbara McLean     | Genomineerd |